# FM Towns
FM Towns is een Japanse pc-variant, ontwikkeld door Fujitsu tussen februari 1989 en de zomer van 1997. Aanvankelijk werd het toestel geclassificeerd als multimedia- en spelcomputer. In latere jaren werd het systeem meer compatibel met de traditionele IBM Personal Computer.
FM staat voor "Fujitsu Micro"; Towns refereert aan nobelprijswinnaar Charles Townes.

## Technische details
Van FM Towns bestaan enkele uitvoeringen. Oorspronkelijk kwam het systeem uit met een Intel 80386DX processor met een kloksnelheid van 16 MHz. Additioneel kon men kiezen voor een Intel 80387 FPU. Verder bevatte de computer 2 megabyte RAM-geheugen dat tot 64MB kon worden uitgebreid. Het systeem werd geleverd met een of twee 3,5-inch floppy disk-drives en een cd-rom-speler aan enkelvoudige snelheid. Ten slotte was er een gamepad, een computermuis en een microfoon.
Standaard is er geen harde schijf aanwezig. Het besturingssysteem wordt ingeladen vanaf een cd-rom. Een SCSI Centronics 50/SCSI-1/Full-Pitch-poort is aanwezig om externe SCSI schrijfstations aan te koppelen. Intern is wel plaats voorzien om een harde schijf te monteren, maar een Molex-connector om deze harde schijf van stroom te voorzien ontbreekt.
Als besturingssysteem kan men Windows 3.0/3.1/95 gebruiken of Fujitsu's eigen Towns OS wat gebaseerd was op MS-DOS tezamen met de Phar Lap DOS extender (RUN386.EXE). Het overgrote deel van de spellen voor FM Towns is geschreven in assembleertaal of C (protected mode).
FM Towns gebruikt een resolutie tussen 320×200 en 720×512 pixels en kan tot 32768 kleuren gelijktijdig tonen uit een totaalpakket van 16,7 miljoen. Uniek aan FM Towns is dat het twee verschillende resoluties gelijktijdig kan tonen. Zo kan men bijvoorbeeld een scherm tonen in een resolutie van 320×200 met daarop een laag van 640×480 pixels.
FM Towns kan standaard muziekcd's afspelen en ondersteunt ook tot acht PCM-kanalen en zes FM-modulatiekanalen

## Specificaties
- Processor
  - FM Towns: 80386DX (16 MHz) tot 486DX4 (100 MHz)
  - FMV Towns: Pentium (90 tot 120 MHz)
- Grafisch
  - VRAM: 640 kB (waarvan 128 kB voor sprites)
  - Resoluties: 320×200 tot 720×512 pixels
  - Kleuren: 32.768 gelijktijdig uit totaal 16 miljoen
  - Maximaal aantal sprites: 1024
- Besturingssysteem
  - Windows 3.0/3.1/95
  - Towns OS (gebaseerd op MS-DOS)
- Audio
  - Red-book cd-audiomuziek
  - 8 PCM-stemmen en 6 FM-kanalen
- Cd-rom-station